# Stari Petriwci
Stari Petriwci (ukr. Старі Петрівці) – wieś na Ukrainie, w obwodzie kijowskim, w rejonie wyszogrodzkim, w hromadzie Petriwci. W 2001 liczyła 2963 mieszkańców.